# Dokuzpınar, Bulanık
Dokuzpınar là một xã thuộc huyện Bulanık, tỉnh Muş, Thổ Nhĩ Kỳ. Dân số thời điểm năm 2011 là 653 người.